# Yangel Herrera
Yangel Clemente Herrera Ravelo, född 7 januari 1998 i La Guaira, är en venezuelansk fotbollsspelare som spelar för Girona FC. Han representerar även Venezuelas landslag.

## Karriär
Den 31 augusti 2021 lånades Herrera ut av Manchester City till Espanyol på ett säsongslån.